# Gustavo Colman
Gustavo Alejandro Colman (Presidente Derqui, Buenos Aires; 19 de abril de 1985) es un futbolista argentino. Se desempeña como volante mixto, mediocampista central o enganche.

## Carrera

### Chacarita Juniors
Colman comenzó su carrera en Chacarita Juniors en la Primera División de Argentina en 2003, pero al final de la temporada 2003-2004 de "Los Funebreros" quedaron relegados a la Primera "B" Nacional.

### Germinal Beerschot
En 2006, Colman firmó en un contrato por 4 años en el Germinal Beerschot belga.
En el club belga, Colman obtuvo rápidamente un lugar en el once titular y el Germinal termina la temporada 2006-2007 en el 6º lugar de la tabla. Al año siguiente, Colman y el argentino Hernán Losada fueron los "showboaters" destacados en Germinal Beerschot, que incluso celebró el 2º lugar en la liga por un tiempo.

### Trabzonspor
El 22 de mayo de 2008 Colman es transferido al Trabzonspor por una sifra de € 2.300.000 y firmando un contrato por 5 años con el club turco. 
Durante la temporada 2008-09 de la Süper Liga turca jugó 26 partidos y anotó 4 goles
Formó una gran dupla con Selçuk Inan y en el año 2010 compartió plantel con el colombiano Teófilo Gutiérrez
El 22 de junio de 2011,  a partir de su buen juego, el club turco estiró el contrato del volante Argentino por otros tres años más, con un sueldo de € 1.155.000 anuales. 
Su contrato vencería en la temporada final de la Süper Liga 2015-2016
Fue un jugador muy importante para el Trabzonspor en los años que estuvo allí. Además se ganó a la afición turca.

### Rosario Central
En enero de 2015 Eduardo Coudet, DT de Rosario Central, comenzó a mostrar interés en el "Colmandante". Finalmente, el viernes 23 de enero de 2015, Gustavo Colman se transforma en refuerzo de Rosario Central. Llega al conjunto rosarino como jugador libre
En su estadía en Central, debutó ante Tigre por la segunda jornada del torneo Argentino, ingresando a los '87 del complemento y poniendo una habilitación para Niell, que luego asistiría el gol de Marco Ruben obteniendo el triunfo "canalla" en el minuto '90 por 2 - 1. 
Luego fue titular por primera vez en la victoria 0-1 ante Crucero del Norte por la tercera jornada. Por la jornada cuatro ingresaría en el segundo tiempo haciéndose jefe del medio campo y manejando los tiempos del equipo que terminaría ganando por la mínima ante Temperley.
Una lesión lo alejaría de las canchas, hasta la novena jornada que volvería al banquillo, ingresando a los '81 del segundo tiempo y poniendo una asistencia para el gol de Alejandro Donatti así Rosario Central volvería al triunfo luego de 3 empates consecutivos.  
Jugó ante Estudiantes LP, Huracán, Nueva Chicago, Lanús y River a veces ingresando desde el banco y otras veces estando entre los 11 iniciales. 
También ingresó contra Independiente en el minuto '65 por la jornada quince del torneo argentino, su equipo terminó empatando el encuentro en el minuto '71 con una jugada que comenzó el volante. Luego sufrió otra lesión con la cual lo alejaría de las canchas por más de dos meses. En la jornada veintiuno, Colman pisaría nuevamente un campo de fútbol, jugando unos minutos en la victoria "canalla" ante Belgrano de Córdoba. También ingresaría unos minutos contra Arsenal de Sarandí y Godoy Cruz (ambas victorias canallas) 
En la última jornada del torneo le tocaría ingresar en el minuto '51 del complemento ante el reciente campeón Club Atlético Boca Juniors. 
Rosario Central estaba abajo del marcador por 0 - 1. Con el ingreso de Cesar Delgado y Colman el equipo estuvo más sólido y terminó ganando 3 - 1 con un gol y una asistencia del "chelito" y otra asistencia de Colman que fue el mejor del partido. Y así terminando un año con buen comienzo y constantes lesiones que le impidieron jugar más y darle de su juego al equipo que terminó 3.º en el torneo a 5 puntos del Campeón.
Luego del primer semestre, modificaron su contrato, para que el futbolista cobrara por objetivos y minutos jugados. Fue titular en algunos encuentros por el torneo local formando una sociedad con Cesar Delgado. Pero las constantes lesiones hicieron que Colman ingresara cada vez menos. Con la llegada de Paolo Montero el volante comenzó a tener más participación en el equipo, obteniendo la dorsal "10". A fines de 2017 y con la llegada del nuevo DT "canalla" Leo Fernández, Colman no fue teniendo en cuenta y rescindió su contrato con Rosario Central.

## Clubes
| Club               | País      | Año         | PJ  | Goles |
| ------------------ | --------- | ----------- | --- | ----- |
| Chacarita Juniors  | Argentina | 2003 - 2006 | 7   | 0     |
| Germinal Beerschot | Bélgica   | 2006 - 2008 | 45  | 2     |
| Trabzonspor        | Turquía   | 2008 - 2014 | 192 | 24    |
| Rosario Central    | Argentina | 2015 - 2017 | 58  | 1     |

### Característica de juego
Es un futbolista lento y a la vez fino e inteligente. De juego sencillo, capaz de manejar los tiempos de un equipo.
Destaca por tener excelente visión de juego y buenos pases. [cita requerida]

## Palmarés

### Campeonatos nacionales
| Título               | Club        | País    | Año  |
| -------------------- | ----------- | ------- | ---- |
| Copa de Turquía      | Trabzonspor | Turquía | 2010 |
| Supercopa de Turquía | Trabzonspor | Turquía | 2010 |